# Динеталь
Динеталь (нем. Dienethal) — община в Германии, в земле Рейнланд-Пфальц.
Входит в состав района Рейн-Лан. Подчиняется управлению Нассау.  Население составляет 228 человек (на 31 декабря 2010 года). Занимает площадь 1,39 км².